# Dina Porat

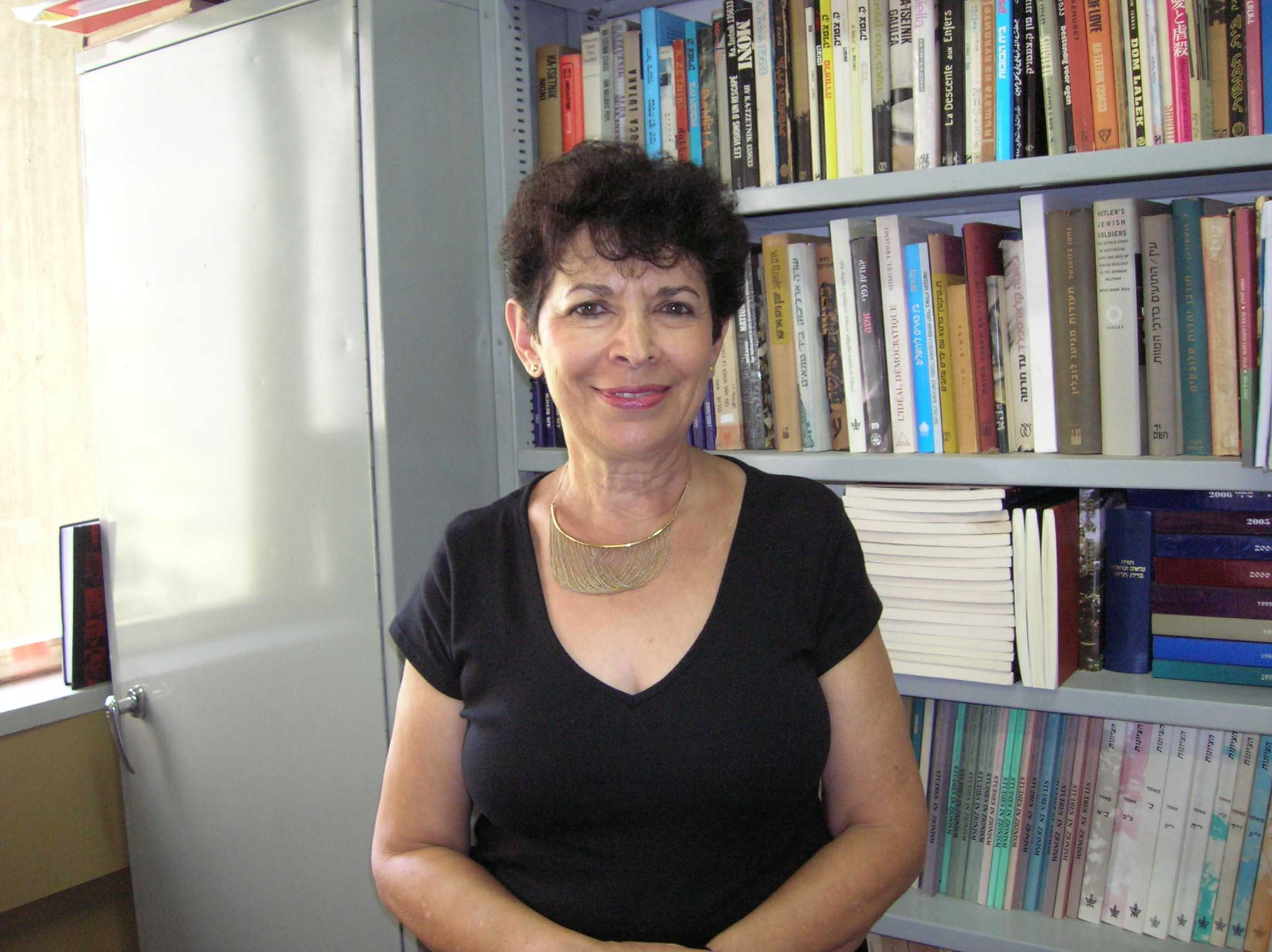
Dina Porat (2008)

Dina Porat (hebräisch דינה פורת; * 1943 in Argentinien) ist eine israelische Historikerin. Sie ist Chefhistorikerin von Yad Vashem.

## Leben
Porat wurde 1943 in Argentinien als Tochter sowjetischer Emigranten geboren. Ihr Vater war ein führender Vertreter der jüdischen Gemeinde in Argentinien. Nach der Alija der Familie nach Israel besuchte sie dort die Schule und leistete ihren Wehrdienst ab. Danach studierte sie Geschichte an der Universität Tel Aviv, wo sie 1984 bei Daniel Carpi mit einer Arbeit zur jüdischen Geschichte promoviert wurde.
Sie war 1985 Fellow Member des Institute for Advanced Studies an der Hebräischen Universität Jerusalem. Von 1987 bis 1988 forschte sie am Center for Israel and Jewish Studies an der Columbia University in New York. 1995/96 absolvierte sie das Yad Vashem Researchers Seminar. Im Anschluss war sie Visiting Professor an der Harvard University. Von 1998 bis 2010 war sie Leiterin des Stephen Roth Institute. Sie leitete von 2000 bis 2003 das Department of Jewish History und von 2004 bis 2008 die Chaim Rosenberg School for Jewish Studies der Universität Tel Aviv. 2004 ging sie als Visiting Scholar an die New York University und 2007 an das Mémorial de la Shoah in Paris. 2008 lehrte sie an der Venice International University in Italien.
Seit 1997 ist sie Inhaberin des Alfred P. Slaner Chair for the Study of Contemporary Antisemitism and Racism am Department of Jewish History. Zudem leitet sie das Kantor Center for the Study of Contemporary European Jewry an der Universität Tel Aviv.
Porat gehört dem Yad Vashem Scientific Advisory Board an, dem Board der „Internationalen Schule für Holocaust-Studien“ und fungiert seit 2011 als Chefhistorikerin der Gedenkstätte. Sie war u. a. Beraterin der Task Force für Internationale Kooperation bei Holocaust-Bildung, Gedenken und Forschung (2006), Mitglied des Advisory Board des Israel Council on Foreign Relations (ICFR) und Konferenzteilnehmerin des israelischen Ministeriums für auswärtige Angelegenheiten bei der UN.
Sie ist Autorin mehrerer Aufsätze und Bücher zum Antisemitismus und Holocaust, für die sie auch ausgezeichnet wurde. Auch veröffentlichte sie mit Vengeance and Retribution are Mine ein Buch über die Nakam, das als Vorlage für den Film Plan A diente, deren Produktion sie als Beraterin begleitete.
Porat ist verheiratet und Mutter von drei Söhnen.

## Auszeichnungen
- 1988: Yad Ben-Zvi Award für die hebräische Ausgabe von The Blue and the Yellow Stars of David: the Zionist Leadership in Palestine and the Holocaust, 1939–1945
- 1990: Kubowitzky Award für die hebräische Ausgabe von The Blue and the Yellow Stars of David: the Zionist Leadership in Palestine and the Holocaust, 1939–1945
- 2000: Buchman Award für die hebräische Ausgabe von The Fall of a Sparrow: the Life and Times of Abba Kovner
- 2000: Zandman Award für die hebräische Ausgabe von The Fall of a Sparrow: the Life and Times of Abba Kovner
- 2004: TAU’s Faculty of Humanities best teacher
- 2009: National Jewish Book Award für The Fall of a Sparrow: the Life and Times of Abba Kovner

## Schriften (Auswahl)
- The Blue and the Yellow Stars of David: the Zionist Leadership in Palestine and the Holocaust, 1939–1945. Harvard University Press, Cambridge 1990, ISBN 978-0-674-07708-9. (Originalausgabe 1986)
- Avraham Tory: Surviving the Holocaust: the Kovno Ghetto Diary. Hrsg. von Martin Gilbert, Harvard University Press, Cambridge 1990, ISBN 0-674-85810-7. (Herausgeberin der Originalausgabe 1988)
- The Fall of a Sparrow: the Life and Times of Abba Kovner. Stanford University Press, Stanford 2010, ISBN 978-0-8047-6248-9. (Originalausgabe 2000)
- Israeli Society, the Holocaust and its Survivors. Vallentine Mitchell, London u. a. 2008, ISBN 978-0-85303-742-2.
- "Die Rache ist Mein allein". Vergeltung für die Schoa: Abba Kovners Organisation Nakam (Aus dem Hebräischen übersetzt von Helene Seidler. Mit einem Geleitwort von Michael Brenner und einem Nachwort von Armin Lange), Paderborn (Verlag Ferdinand Schöningh) 2021. ISBN 978-3-657-79112-5. ISBN 978-3-506-79112-2. ISBN 3-506-79112-5